# مایه ننگ
مایهٔ ننگ (به انگلیسی: Black Sheep) یک فیلم کمدی آمریکایی به کارگردانی پنلوپه اسفیریس است که در سال ۱۹۹۶ به نمایش درآمد.

## بازیگران
- کریس فارلی
- دیوید اسپید
- گری بیوسی
- تیم ماتسون
- کریستین ابرسول
- گرانت هسلو
- بروس مک‌گیل
- کریس اوون (حضور افتخاری)